# Chad Todhunter
Chad Todhunter (* 22. September 1976 in Vancouver, British Columbia) ist ein kanadisch-US-amerikanischer Schauspieler.

## Leben
Chad Todhunter wuchs in Vancouver auf und startete seine Karriere im Vancouver Youth Theatre. 1992 hatte er seine erste kleine Rolle im TV-Film A Killer Among Friends. 1999 wurde einem größeren Publikum in Deutschland bekannt, in zehn Folgen spielte er in der Serie Party of Five mit. Hauptsächlich spielte Todhunter von da ab Gastrollen in verschiedenen Fernsehserien. Aber hin und wieder nahm er kleinere Rollen in Kinofilmen an.
Im Januar 2004 nahm er die Staatsbürgerschaft der Vereinigten Staaten an. Von 2000 bis 2004 war Todhunter mit Clementine Ford verheiratet, sie ist ebenfalls Schauspielerin und die Tochter von Cybill Shepherd. 2008 hat er Emilee Momeny Todhunter geheiratet, das Paar hat eine Tochter (* 2010).

## Filmografie (Auswahl)

### Filme
- 1992: A Killer Among Friends
- 1996: Robin Hood (2000)
- 1999: Ungeküsst (Never Been Kissed)
- 1999: Brokedown Palace
- 2000: Highway 395
- 2000: What’s Cooking?
- 2002: Scream at the Sound of Beep
- 2006: Penny Dreadful – Per Anhalter in den Tod (Penny Dreadful)
- 2008: The Hitman
- 2014: The Return of the First Avenger (Captain America: The Winter Soldier)
- 2015: Toxin
- 2018: Living Among us

### Fernsehserien
- 1993: Der Polizeichef (The Commish, Folge 2x15)
- 1997: Die Ninja-Turtles (Ninja Turtles: The Next Mutation, Folge 1x12)
- 1998: Millennium – Fürchte deinen Nächsten wie Dich selbst (Millennium, Folge 2x20)
- 1998: Sliders – Das Tor in eine fremde Dimension (Sliders, Folge 4x09)
- 1998: Poltergeist – Die unheimliche Macht (Poltergeist: The Legacy, Folge 3x02, 3x21)
- 1998: Buffy – Im Bann der Dämonen (Buffy the Vampire Slayer, Folge 3x01)
- 1999: Der Sentinel – Im Auge des Jägers (The Sentinel, Folge 4x02)
- 1999: Party of Five (10 Folgen)
- 2000: Practice – Die Anwälte (The Practice, Folge 4x14)
- 2001: Nash Bridges (Folge 6x17)
- 2003: Crossing Jordan – Pathologin mit Profil (Crossing Jordan, Folge 2x20)
- 2003: Für alle Fälle Amy (Judging Amy, Folge 5x05)
- 2005: New York Cops – NYPD Blue (NYPD Blue, Folge 12x15)
- 2006: Bones – Die Knochenjägerin (Bones, Folge 2x08)
- 2008: The Mentalist (Folge 1x05)
- 2008: Without a Trace – Spurlos verschwunden (Without a Trace, Folge 7x07)
- 2009: Navy CIS (NCIS, Folge 6x15)
- 2009: Nip/Tuck – Schönheit hat ihren Preis (Nip/Tuck, Folge 6x09)
- 2010: Saving Grace (Folge 3x13)
- 2010: CSI: New York (Folge 7x06)
- 2011: Criminal Minds (Folge 6x21)
- 2011: True Blood (Folge 4x07–4x11)
- 2011: CSI: Miami (Folge 10x06)
- 2013: CSI: Vegas (CSI: Crime Scene Investigation, Folge 14x09)
- 2014: Navy CIS: L.A. (NCIS: Los Angeles, Folge 6x11)
- 2015: Justified (Folgen 6x11, 6x13)
- 2015: Scorpion (Folge 1x20)
- 2016–2017: The Fosters (4 Folgen)
- 2016: Shooter (Folge 1x06)
- 2018: Strange Ones (Folge 1x01)
- 2020: The Fugitive (Folge 1x08)